# CG Возничего
CG Возничего (лат. CG Aurigae), HD 282898 — тройная звезда в созвездии Возничего на расстоянии приблизительно 1726 световых лет (около 529 парсеков) от Солнца. Видимая звёздная величина звезды — от +12,26m до +11,73m.
Пара первого и второго компонентов — двойная затменная переменная звезда типа Алголя (EA).

## Характеристики
Первый компонент — белая звезда спектрального класса A7. Масса — около 1,78 солнечной, радиус — около 2,09 солнечных, светимость — около 13,49 солнечных. Эффективная температура — около 7650 К.
Второй компонент — жёлто-белая звезда спектрального класса F. Масса — около 1,25 солнечной, радиус — около 1,26 солнечного, светимость — около 2,72 солнечных. Эффективная температура — около 6600 К. Орбитальный период — около 1,8049 суток.
Третий компонент. Орбитальный период — около 1,9 года.